# Mimela punctulata
Mimela punctulata är en skalbaggsart som beskrevs av Lin 1993. Mimela punctulata ingår i släktet Mimela och familjen Rutelidae. Inga underarter finns listade i Catalogue of Life.